# Phong Thổ (huyện)
Phong Thổ is een district van de provincie Lai Châu. Het district ligt in het noorden van de provincie en grenst aan de Volksrepubliek China. Het is de meest noordelijke district van de provincie. Xã Sì Lờ Lầu is de meest noordelijke xã van het district. De oppervlakte van het district bedraagt 1028,76 km². Phong Thổ heeft ruim 56.500 inwoners.
Phong Thổ ligt in een bergachtig gebied, waar de bewoners afhankelijk zijn van landbouw. Phong Thổ bestaat uit verschillende administratieve eenheden, te weten een thị trấn en zeventien xã's. De hoofdplaats van het district is thị trấn Phong Thổ.
- Thị trấn Phong Thổ
- Xã Bản Lang
- Xã Dào San
- Xã Hoang Thèn
- Xã Huổi Luông
- Xã Khổng Lào
- Xã Lản Nhì Thàng
- Xã Ma Li Chải
- Xã Ma Ly Pho
- Xã Mồ Sì San
- Xã Mù Sang
- Xã Mường So
- Xã Nậm Xe
- Xã Pa Vây Sử
- Xã Sì Lờ Lầu
- Xã Sin Súi Hồ
- Xã Tông Qua Lìn
- Xã Vàng Ma Chải